# Afrikaanse renkikker
De Afrikaanse renkikker (Kassina senegalensis) is een kikker uit de familie rietkikkers (Hyperoliidae).

## Naam
De soort werd voor het eerst wetenschappelijk beschreven door André Marie Constant Duméril en Gabriel Bibron in 1841. Oorspronkelijk werd de wetenschappelijke naam Cystignathus senegalensis gebruikt.

## Uiterlijke kenmerken
Deze drie tot vijf centimeter lange kikker heeft een plomp maar langwerpig lichaam met variabele kleuren: van beige of geel tot grijs, met donkerbruine of zwarte strepen of vlekken. De tenen aan de slanke poten zijn voorzien van kleine zwemvliezen.

## Verspreiding en habitat
Deze soort komt voor in West-, Midden- en Oost-Afrika, en heeft een groot verspreidingsgebied. De habitat bestaat uit laaglandsavannes met zandduinen in de buurt van plassen en poelen.

## Leefwijze en voortplanting
Deze in hoofdzaak terrestrische, nachtactieve kikker springt zelden. Op het menu staan ongewervelden zoals insecten.
In de paartijd begeven de mannetjes zich tegen de middag naar het water en roepen daar vanuit schuilplaatsen op de grond om vrouwtjes te lokken. Na zonsondergang klinkt hun roep vanuit de bomen. Gepaard wordt er in het water. Na de bevruchting worden de eieren een voor een (vaak in een kluitje) aan waterplanten gehecht.